# Витбой, Эмил
Эми́л Витбо́й (англ. Emile Witbooi; родился 28 августа 2008) — южноафриканский футболист, атакующий полузащитник клуба «Кейптаун Сити».

## Клубная карьера
2 марта 2025 года дебютировал в основном составе клуба «Кейптаун Сити» в матче Премьершипа ЮАР против клуба «Амазулу».

## Карьера в сборной
Выступал за сборные ЮАР до 16 и до 17 лет.